# Église Saint-Marcellin d'Abriès-Ristolas
L'église Saint-Marcellin est une église catholique française, située à Abriès-Ristolas (Hautes-Alpes) dans le diocèse de Gap et d'Embrun.

## Historique et architecture
Détruite au XVIe siècle par une inondation, elle aurait été reconstruite en 1575, date mentionnée par le linteau de la porte, après les guerres de Religion. Le chœur, lui, date plutôt du XVIIIe siècle.